# Капраја Изола
Капраја Изола је насеље у Италији у округу Ливорно, региону Тоскана.
Према процени из 2011. у насељу је живело 295 становника. Насеље се налази на надморској висини од 18 м.

## Становништво
| 1951. | 1961. | 1971. | 1981. | 1991. | 2001. | 2011. |
| ----- | ----- | ----- | ----- | ----- | ----- | ----- |
| 465   | 467   | 323   | 395   | 267   | 333   | 394   |